# Angus Tyers
Angus Tyers (ur. 9 listopada 1987 r. w Glen Irio) – australijski wioślarz.

## Osiągnięcia
- Mistrzostwa Świata – Poznań 2009 – czwórka bez sternika wagi lekkiej – 14. miejsce[1].